# Łazarz IV Henckel von Donnersmarck
Łazarz IV Henckel von Donnersmarck (ur. 23 maja 1835 roku w Siemianowicach, zm. 18 grudnia 1914 roku we Wrocławiu) – właściciel ziemski, przemysłowiec, polityk.

## Biografia

### Pochodzenie i rodzina
Łazarz IV wywodził się z katolickiej linii Henckel von Donnersmarcków z Bytomia i Siemianowic, która od XVII wieku posiadała rozległe dobra na Górnym Śląsku. Był drugim synem hrabiego Hugona I Henckel von Donnersmarcka (1811–1890) i jego pierwszej żony Laury von Hardenberg. Jego ojciec Hugo I należał do najzamożniejszych ludzi w Niemczech, zbudował potężną fortunę na gospodarce ziemskiej oraz dynamicznie rozwijającym się górnośląskim przemyśle hutniczo-górniczym. Matka Łazarza pochodziła z pruskiej arystokracji – rodziny hrabiów von Hardenberg. Łazarz miał starszego brata Hugona II oraz młodszego Artura. Kuzynem z protestanckiej linii rodu był natomiast Guido Henckel von Donnersmarck, właściciel zamku w Świerklańcu.
Rodzina Henckel von Donnersmarck osiadła na Górnym Śląsku już w pierwszej połowie XVII wieku – od 1623 roku władała m.in. dobrami świerklanieckimi, a od 1697 również bytomskimi. W XIX wieku gałąź bytomsko-siemianowicka (katolicka) i tarnogórsko-świerklaniecka (częściowo protestancka) zarządzały olbrzymim majątkiem i licznymi przedsiębiorstwami. Łazarz IV od najmłodszych lat wzrastał w otoczeniu wielkiej fortuny i tradycji przedsiębiorczości. Dzięki pozycji rodziny odebrał staranne wychowanie i wykształcenie odpowiednie dla śląskiego arystokraty, przygotowujące go do zarządzania dobrami ziemskimi i firmami przemysłowymi.

### Działalność gospodarcza
Po wejściu w dorosłe życie Łazarz IV włączył się w prowadzenie rodzinnego imperium przemysłowego. Henckel von Donnersmarckowie należeli do pionierów industrializacji Górnego Śląska – kontrolowali kopalnie węgla kamiennego, huty żelaza i cynku, a także zakłady powiązane. Jeszcze za życia ojca, w latach 1871–1874, na gruntach rodowych w Radzionkowie uruchomiono nową kopalnię węgla „Radzionków”, a w latach 1883–1884 zbudowano tam nowoczesną hutę cynku „Łazarz” (nazwaną właśnie na cześć rodu). Donnersmarckowie posiadali ponadto kopalnię węgla „Siemianowice” (dawniej „Szczęście Eugenii”) na terenie Siemianowic, rozbudowywaną od lat 30. XIX w., oraz kopalnię „Hugo” w Sowicach pod Tarnowskimi Górami. Kluczowym aktywem hutniczym była założona przez Hugona I huta żelaza „Laura” w Siemianowicach (Laurahütte), nazwana tak od imienia jego pierwszej żony Laury. W 1870 r. rodzina zakupiła konkurencyjną państwową hutę „Królewską” w Królewskiej Hucie (Chorzowie), a rok później wniosła obie huty – Laurę i Królewską – wraz z częścią kopalni „Siemianowice” do nowo powołanej spółki akcyjnej „Zjednoczone Huty Królewska i Laura”. Łazarz IV, jako współwłaściciel, objął istotny pakiet udziałów w tej spółce, której kapitał zakładowy wynosił 6 milionów talarów (była to wówczas jedna z największych firm przemysłowych w regionie. Po przejęciu majątku ojca w 1890 r. Łazarz kontynuował inwestycje w przemysł ciężki. Rodzina eksploatowała m.in. wapienniki w Nakle Śląskim, kopalnie rud żelaza w Bibieli koło Tarnowskich Gór oraz założyła pierwszą w Cesarstwie Niemieckim fabrykę celulozy – Zakłady Celulozowe w Czarnej Hucie (dzisiejsza dzielnica Tarnowskich Gór). Z czasem Donnersmarckowie zdywersyfikowali działalność, budując podobną fabrykę celulozy i papieru także w Krapkowicach na Opolszczyźnie. Łazarz IV formalnie posiadał kilka kopalń i hut jako część swojego osobistego majątku (np. udziały w fideikomisie bytomskim, obejmującym kluczowe zakłady górnicze), a inne przedsiębiorstwa kontrolował wspólnie z członkami rodziny w ramach rodowych spółek. Działalność gospodarcza Łazarza IV koncentrowała się na rozwijaniu tych odziedziczonych zakładów – unowocześnianiu ich i maksymalizacji wydobycia oraz produkcji. Dzięki temu ród Henckel von Donnersmarck utrzymał pozycję jednego z przemysłowych liderów Górnego Śląska aż do wybuchu I wojny światowej.

### Wpływ na region Górnego Śląska
Intensywna działalność przemysłowa Łazarza IV i jego rodziny wywarła wpływ na gospodarkę i społeczeństwo Górnego Śląska w XIX wieku. Rozkwit kopalń i hut Donnersmarcków przyczynił się do przekształcenia rolniczego dotąd regionu w jedno z największych centrów przemysłowych Europy. W ciągu życia jednego pokolenia wielkość wydobycia w rodzinnych kopalniach Hugo i Łazarza wzrosła ponad 150-krotnie, a wartość produkcji przemysłowej ponad 250-krotnie. Towarzyszył temu żywiołowy rozwój demograficzny – miejscowości, na terenie których ulokowano zakłady Donnersmarcków, szybko rozrastały się w tętniące życiem osady przemysłowe. Przykładowo w Radzionkowie, gdzie uruchomiono kopalnię i hutę „Łazarz”, liczba mieszkańców wzrosła z około 1,4 tys. w połowie XIX w. do ponad 12 tys. w 1910 roku. Podobne przemiany nastąpiły w Siemianowicach, Wirku (dziś część Rudy Śląskiej) czy Nakle Śląskim – wszędzie tam nowe kopalnie, huty i towarzyszące im inwestycje infrastrukturalne (koleje, osiedla robotnicze, szkoły) pobudzały wzrost ekonomiczny i społeczny. Łazarz IV, jako jeden z najpotężniejszych pracodawców na Górnym Śląsku, zapewniał utrzymanie tysiącom robotników i ich rodzin. Dbał przy tym o infrastrukturę swoich dóbr – modernizował gospodarkę rolną na folwarkach (wzorem ojca, który wprowadzał nowoczesne maszyny i uprawy) oraz inwestował w poprawę warunków bytowych ludności. Dzięki niemu powstawały m.in. kolonie mieszkalne dla górników i hutników, a także obiekty użyteczności publicznej na terenach należących do rodu. Jako katolik i obywatel zaangażowany społecznie, hrabia starał się godzić rozwój przemysłu z troską o lokalną społeczność.

### Aktywność polityczna i społeczna
Łazarz IV Henckel von Donnersmarck czynnie uczestniczył w życiu politycznym Prus i Niemiec, reprezentując interesy katolickich mieszkańców Śląska. Był jednym z założycieli Niemieckiej Partii Centrum (Zentrum) – ugrupowania skupiającego katolików sprzeciwiających się m.in. antykościelnej polityce „Kulturkampfu” Bismarcka. W latach 1870–1876 Łazarz pełnił mandat poselski w pruskiej Izbie Reprezentantów jako delegat z okręgu opolskiego obejmującego Bytom (katolickie centrum Górnego Śląska). Następnie od 1884 do 1887 roku zasiadał w Reichstagu jako poseł z ramienia Centrum, reprezentując okręg Bytom–Tarnowskie Góry. W swoich wystąpieniach bronił m.in. praw Kościoła katolickiego i społeczności śląskiej, opowiadał się za zachowaniem tradycyjnych wartości oraz dążył do łagodzenia konfliktów narodowościowych na Śląsku. Na niwie społecznej hrabia Donnersmarck zasłynął jako hojny mecenas i filantrop. Był honorowym rycerzem Zakonu Maltańskiego. Łazarz IV przeznaczył znaczną część swojego majątku na cele religijne i społeczne – fundował kościoły, klasztory, szpitale i instytucje opiekuńcze na Górnym Śląsku. W rodzinnej posiadłości Nakło Śląskie ufundował okazały kościół parafialny pw. Najświętszego Serca Pana Jezusa w stylu neoromańskim (konsekrowany w 1894 r.), obok którego wzniesiono mauzoleum rodowe Donnersmarcków. Ponadto wraz z żoną założył w Nakle dom sierot prowadzony przez siostry boromeuszki, zapewniający opiekę dzieciom osieroconym z okolicznych wsi (obecnie w budynku mieści się Dom Pomocy Społecznej). Hrabia wspierał również rozwój zgromadzeń zakonnych na Śląsku – m.in. w 1902 r. przekazał zakonnikom kamilianom grunty we wsi Bobrowniki pod budowę przyszłego sanatorium i klasztoru. Jako jeden ze znaczniejszych darczyńców sfinansował budowę klasztoru i bazyliki oo. Franciszkanów w Panewnikach (dziś dzielnica Katowic), ofiarowując znaczną sumę na ten cel – jego wkład upamiętnia witraż z herbem Donnersmarcków w tamtejszej bazylice. Za działalność dobroczynną był powszechnie szanowany; współcześni nazywali go „dobroczyńcą Śląska”.

### Majątek, pałace i inwestycje
Po śmierci ojca w 1890 roku Łazarz IV odziedziczył pokaźną część rodzinnego majątku i stał się samodzielnym dysponentem licznych posiadłości ziemskich. Wraz z objęciem spuścizny utworzył własną linię rodową z siedzibą w Nakle Śląskim i Ramułtowicach. Jego starszy brat Hugo II przejął pałac w Siemianowicach oraz część przemysłowych aktywów, zaś młodszy Artur otrzymał dobra w Karyntii (Austria) z zamkiem Wolfsberg. Sam Łazarz wybrał na swoją główną rezydencję pałac w Nakle Śląskim niedaleko Świerklańca, dając początek tzw. linii nakielskiej Donnersmarcków. Pałac ten został wzniesiony w 1856–1858 z inicjatywy Hugo I (prawdopodobnie z myślą o letniej rezydencji) i początkowo miał formę neogotyckiego dworu w stylu Tudorów. Łazarz IV rozbudował go i zmodernizował – w 1891 roku dobudowano wysoką wieżę i przebudowano rezydencję w duchu strzelistego neogotyku, nadając pałacowi imponujący wygląd nawiązujący do średniowiecznych zamków. Otoczenie rezydencji upiększono parkiem krajobrazowym, a w pobliżu wzniesiono szereg nowych obiektów fundowanych przez hrabiego (wspomniany kościół parafialny z mauzoleum oraz ochronkę dla sierot). Pałac nakielski stał się centrum administracyjnym jego dóbr na Górnym Śląsku oraz domem rodzinnym Donnersmarcków z tej linii przez następne dziesięciolecia. 
Drugą ważną posiadłością Łazarza IV były Ramułtowice (niem. Romolkwitz) na Dolnym Śląsku, położone w powiecie średzkim niedaleko Wrocławia. Majątek ten trafił w ręce Donnersmarcków dzięki małżeństwu Łazarza z Marią von Schweinitz – wcześniej należał do jej rodziny. W 1865 roku hrabia odkupił Ramułtowice od swojego teścia, stając się formalnie ich właścicielem. Była to posiadłość o charakterze ziemskim, obejmująca dwa folwarki (tzw. Ramułtowice Górne i Dolne) wraz z dworem pańskim i zabudowaniami gospodarczymi. Według danych z 1894 r. dobra ramułtowickie liczyły około 274 ha powierzchni, z czego 232 ha stanowiły pola uprawne, 19 ha łąki, a 20 ha lasy. Centralnym obiektem majątku był klasycystyczny dwór w Ramułtowicach z pocz. XIX w., pełniący funkcję rezydencji wiejskiej. Łazarz początkowo mieszkał tam z rodziną w okresie po ślubie, jednak po otrzymaniu nakielskiego pałacu przeniósł główną siedzibę na Górny Śląsk. Ramułtowice nadal pozostawały w jego posiadaniu – oddał je w dzierżawę, a ostatecznie przekazał swojemu synowi Edwinowi, który około 1912 r. przejął zarządzanie tym majątkiem. 
Oprócz pałacu w Nakle i dworu w Ramułtowicach, hrabia Łazarz IV miał udział (wraz z braćmi) w innych rezydencjach rodowych. Należał do nich m.in. monumentalny pałac przy Ringstrasse w Wiedniu, nabyty jeszcze przez Hugona I dla drugiej żony (macochy Łazarza) – jednak bracia Henckel von Donnersmarck, w tym Łazarz, nie darzyli macochy sympatią i po śmierci ojca sprzedali tę wiedeńską rezydencję. Do rodziny należały także rezydencje w Krowiarkach i Brynku (które objął Hugo II) oraz zamek Wolfsberg w Austrii (odziedziczony przez Artura). Majątek Łazarza IV obejmował ponadto rozliczne udziały w przedsiębiorstwach (kopalniach, hutach, bankach) oraz kapitał ulokowany w papierach wartościowych, co czyniło go jednym z najbogatszych ludzi na Śląsku. Jego roczny dochód szacowano na setki tysięcy marek, a wartość całego majątku Donnersmarcków z linii nakielskiej liczono w milionach marek w złocie. Łazarz IV inwestował nie tylko w przemysł, ale i w rozwój swoich posiadłości. Był miłośnikiem koni i z pasją rozbudował w Nakle Śląskim stadninę. Przeniósł do Nakła swoją hodowlę koni pełnej krwi angielskiej ze stadniny w Ramułtowicach, tworząc jedną z najlepszych w regionie stajni wyścigowych. Na terenach przylegających do nakielskiego parku założył tor do wyścigów konnych oraz rozległe padoki. Konie z hodowli Donnersmarcka startowały w prestiżowych gonitwach europejskich, przynosząc mu sławę znawcy i mecenasa sportów jeździeckich. Inwestycje te miały charakter prywatnej pasji hrabiego, ale jednocześnie podnosiły rangę Nakła – rezydencja zyskała opinię ośrodka hodowlanego, a organizowane tam zawody hippiczne przyciągały elitę towarzyską Śląska.

### Życie prywatne (małżeństwo i dzieci)
Łazarz IV Henckel von Donnersmarck w 1858 roku poślubił hrabiankę Marię von Schweinitz und Krain (1838–1914). Maria pochodziła ze starej śląskiej arystokracji – była córką majora Guido hr. von Schweinitz und Krain, barona na Kauder (Kaúďer, obecnie Kadłub) oraz hrabianki Flory Karoline Mathilda z domu von Hilvety. Dzięki temu małżeństwu nastąpiło połączenie majątków dwóch rodów: Maria wniosła w posagu m.in. prawa do majątku Ramułtowice. Małżonkowie zamieszkali początkowo we Wrocławiu i Ramułtowicach, a po 1890 r. przenieśli się na stałe do pałacu w Nakle Śląskim. Związek Łazarza i Marii trwał ponad pół wieku – przeżyli razem 56 lat. Oboje zmarli w podeszłym wieku niemal równocześnie: Maria zmarła 18 lutego 1914 r., a Łazarz niespełna 10 miesięcy później, 18 grudnia 1914 r. Pochowani zostali we wspólnym mauzoleum rodzinnym przy kościele w Nakle Śląskim, który sami ufundowali. Hrabia Łazarz IV i Maria doczekali się trojga dzieci:
- Alicja Maria Laura Flora (1859–1927) – starsza córka, poślubiła w 1878 r. hrabiego Alfreda von Strachwitz (z rodu Strachwitz von Groß-Zauche und Camminetz);
- Maria Teresa Józefina Wanda (1863–1941) – młodsza córka, znana z silnego charakteru i przywiązania do katolicyzmu. W 1900 r. wyszła za mąż za barona Hansa von Sauerma (z pruskiej rodziny von Sauerma-Jeltsch). Po śmierci męża w 1922, powróciła do rodzinnych Ramułtowic, gdzie zmarła w 1941 r. Jej grób znajduje się obok kościoła w Ramułtowicach;
- Edwin Hugo Łazarz (1865–1929) – jedyny syn i dziedzic linii nakielskiej

Prywatnie Łazarz IV znany był z zamiłowania do życia rodzinnego i wystawnego stylu bycia, typowego dla ówczesnej arystokracji. Dużą wagę przywiązywał do polowań, spotkań towarzyskich i oczywiście – hodowli koni, która była jego pasją. Utrzymywał bliskie kontakty z innymi rodami magnackimi na Śląsku, m.in. z rodzinami Ballestremów, Schaffgotschów czy Hochbergów. Jego rezydencja w Nakle gościła wiele znamienitych osób; organizowano tam bale, przejażdżki konne i zawody myśliwskie. Mimo ogromnego majątku hrabia prowadził też działalność filantropijną „po cichu” – wspierał finansowo ubogich parafian, fundował stypendia dla zdolnej młodzieży i dotował sierocińce (np. w Piekarach Śląskich). Rodzinę Henckel von Donnersmarck cechowała głęboka religijność – codzienne modlitwy, uczestnictwo w mszach oraz patronat nad kościołami były stałym elementem życia prywatnego Łazarza IV i jego bliskich.

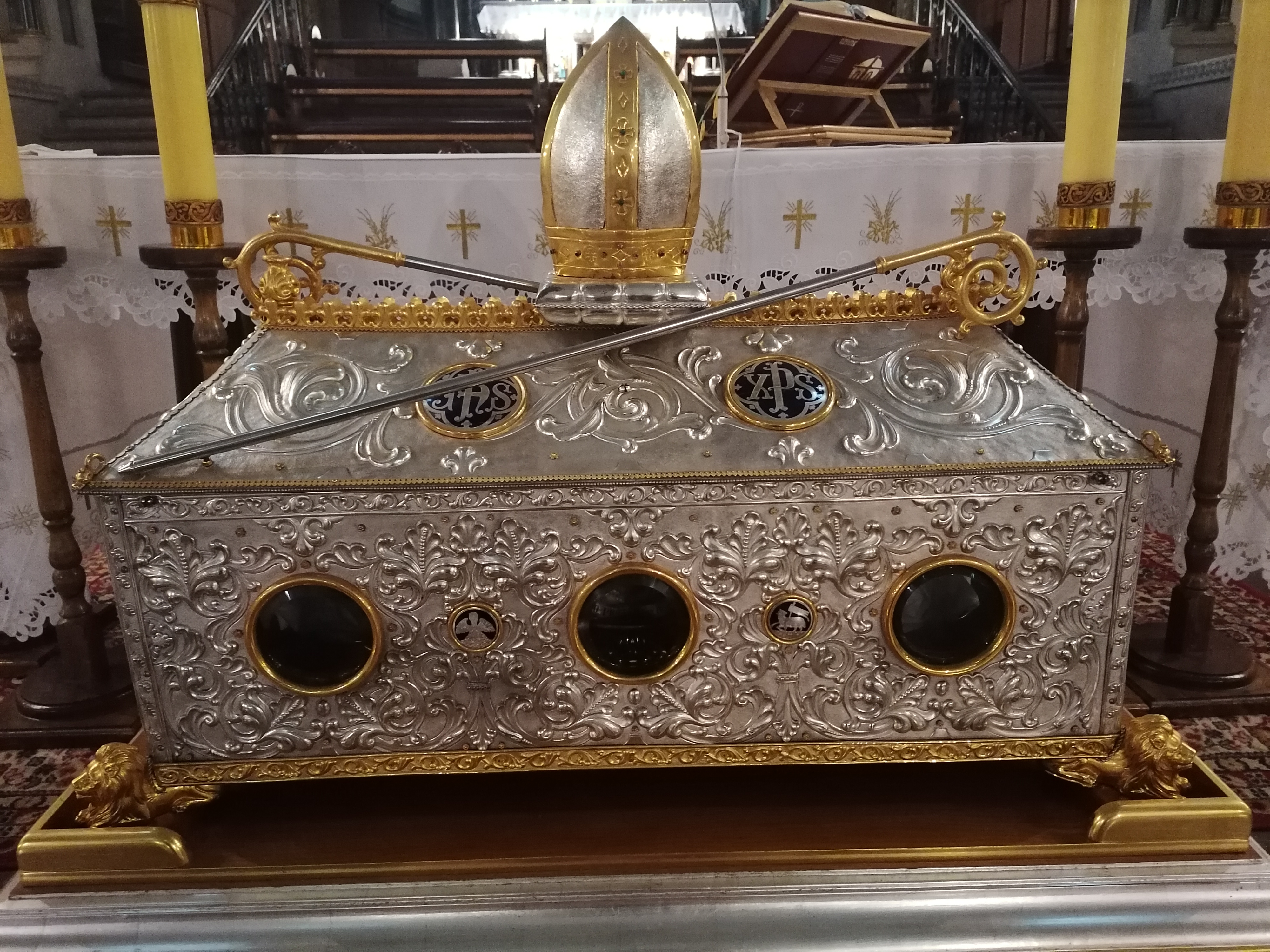
Panewnicki relikwiarz ufundowany przez Łazarza IV
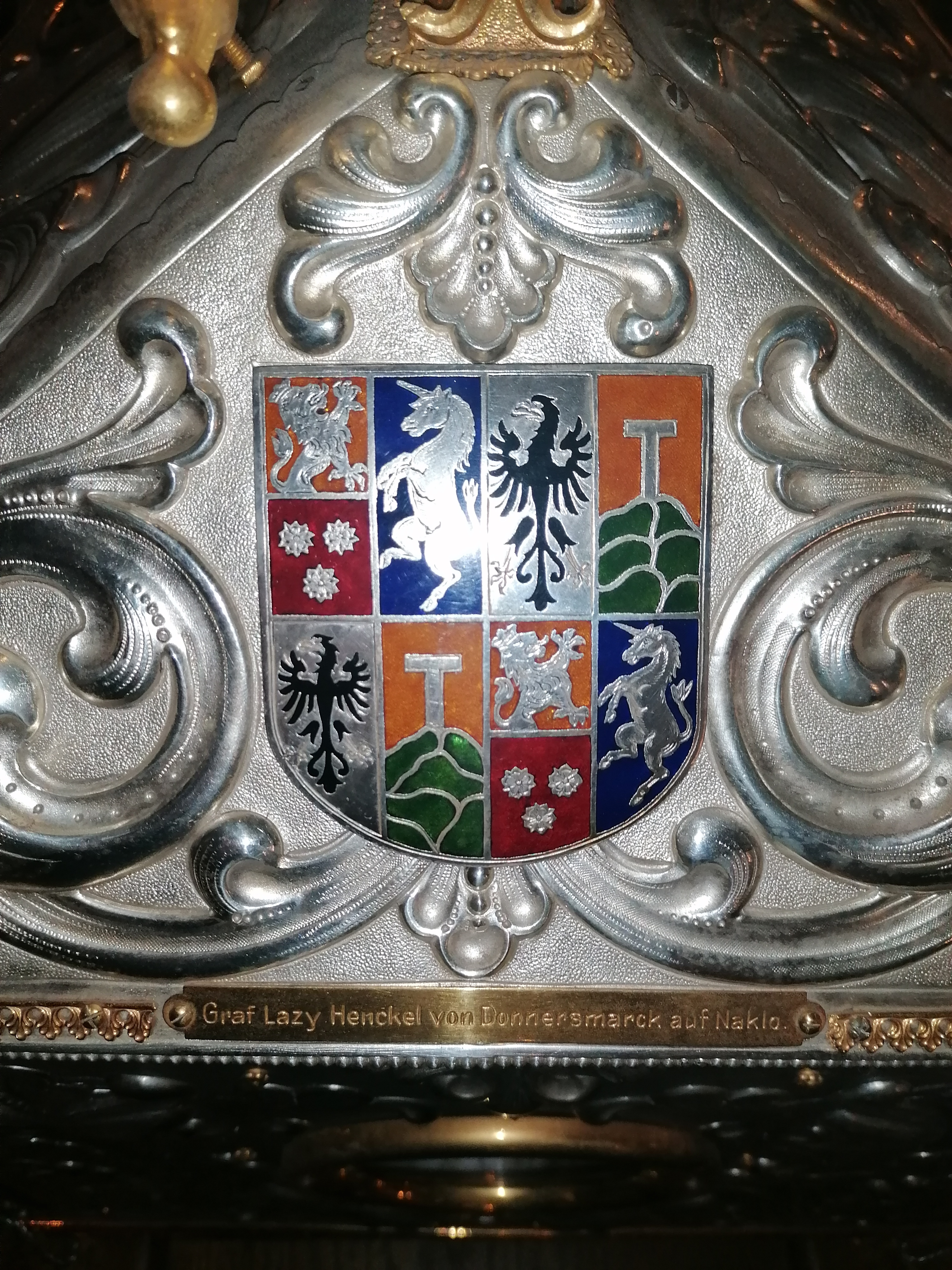
Herb na relikwiarzu